# Isoline (opera)

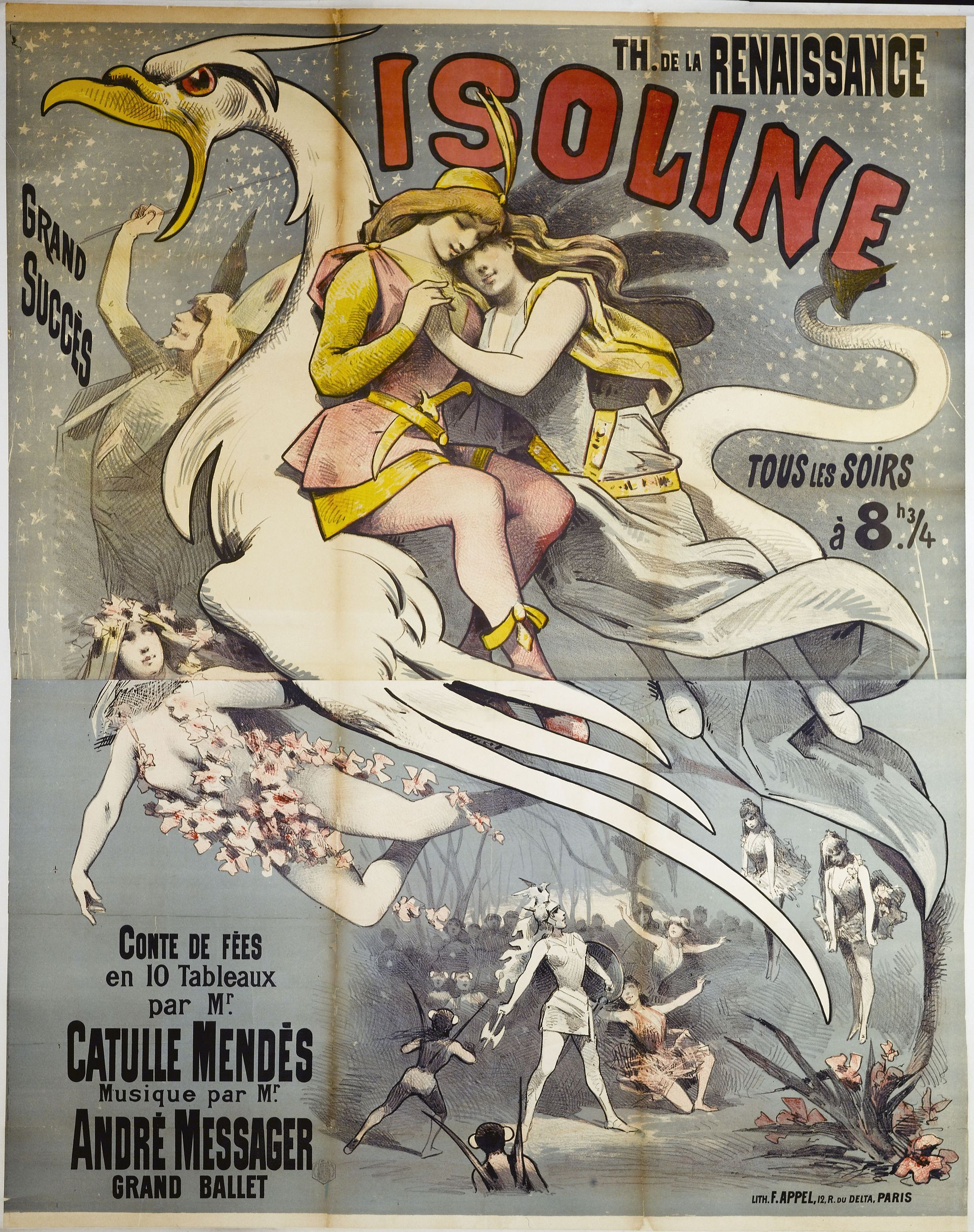
Affisch till premiären

Isoline är en opera, beskriven som en opéra féerie, i tre akter och tio scener från 1888 med musik av André Messager och libretto av Catulle Mendès.

## Historia
I mitten av 1888 hade Catulle Mendès lovat librettot till Isoline till Emmanuel Chabrier men enligt författaren önskade Théâtre de la Renaissance att Messager skulle komponera musiken, då han var känd för att skriva operetter Chabrier hade "för mycket talang, en talang alltför episk och storslagen".
Messager hade redan komponerat mellanaktsmusik till Le petit Poucet, en sagopjäs som sattes upp på Théâtre de la Gaîté 1885. Messager komponerade förmodligen delar av musiken i Montivillers, nära Le Havre. För att hinna med orkestreringen i tid assisterades han av Paul Lacôme, en kompositör och vän till Chabrier. Efter premiären började teatern gå mot konkurs trots att nästan 60 föreställningar ägde rum fram till mitten av februari (med dirigenten Paul Letombe).

## Uppförandehistorik
Isoline hade premiär på Théâtre de la Renaissance i Paris den 26 december 1888. Den spelades i en matinée och 57 kvällsföreställningar, och lades ner den 20 februari 1889.
1930 dirigerade Reynaldo Hahn en enstaka föreställningen på Casinot i Cannes. Opéra-Comique gav en serie av föreställningar 1958 i regi av Jean-Pierre Ponnelle och dirigerade av Georges Prêtre. Liliane Berton sjöng Isoline, Gabriel Bacquier Obéron, och Isolin gjordes om till en tenor sjungen av Alain Vanzo.
Tre radioutsändningar har gjorts av verket:
- 21 september 1947 – i Radio France med Janine Micheau (Isoline), Jane Rolland (Isolin) och Willy Clément (Obéron), dirigerad av Louis Beydts (återutsänt av Institut national de l'audiovisuel);
- 8 juli 1955 med Liliane Berton, Christiane Jacquin och Camille Maurane, dirigerad av Jules Gressier; samt
- 18 oktober 1969 med Lina Dachary, Janine Capderou och Bernard Demigny, dirigerad av Marcel Cariven.

## Roller
| Roller                                                           | Röststämma  | Premiärbesättning 26 december 1888 (Dirigent: Paul Letombe) |
| ---------------------------------------------------------------- | ----------- | ----------------------------------------------------------- |
| Eros, Obéron                                                     | baryton     | Louis-Auguste Morlet                                        |
| Daphnis                                                          | tenor       | Josef Wolff                                                 |
| Isolin                                                           | sopran      | Marie-Puebla Nixau                                          |
| Titania                                                          | sopran      | Berthe Thibault                                             |
| Isoline                                                          | sopran      | Antonia-Louise Aussourd                                     |
| La Reine Amalasonthe                                             | mezzosopran | France                                                      |
| Rosélio                                                          | tenor       | Mlle Theven                                                 |
| La belle fille, Violante                                         | sopran      | Germaine Gallois                                            |
| Une pensionnaire, Nicette                                        | sopran      | Germaine Lapierre                                           |
| Chloë                                                            | sopran      | Précourt                                                    |
| Första Désolée                                                   | mezzosopran | Burty                                                       |
| Andra Désolée                                                    | sopran      | Jeanne Tiphaine                                             |
| Kör: Fyra Eros, Duègnes, Désolées, Moines, Demoiselles d'Honneur |             |                                                             |

## Handling
Oberon och Titania har grälat om ett barn, en gåva från indiernas kejsarinna. Oberon har dömt den 16-åriga prinsessan Isoline att förvandlas till en man i sin bröllopssäng på självaste bröllopsdagen. För att undvika straffet har Isoline spärrat in sig tillsammans med sina tjänarinnor i tornrummet till det slott som hennes mamma drottning Amalasonthe besitter. Endast pagen Rosélio tillåts finnas i hennes närvaro.
Prologue – Le rêve d'Isoline
 
Operan börjar vid en kust med citronträd vars grenar dignar av magiska blommor och frukter. En gyllene galär närmar sig - älvkungen Oberons båt. Han är förklädd till Eros, på väg till Cythère, med lyckliga kärlekspar som passagerare. Prinsessan Isoline ser allt detta... Oberon framkallar en syn av den vackre och unge prinsen Isolin, son till kejsaren av Credizon, rikt utsmyckad, som faller ned inför Isolines fötter. Men allt var bara en dröm...
Sur la tour 
Instängd i sitt mörka tornrum minns Isoline sin dröm. Hennes gudmoder Titania lovar att skydda prinsessan emot Oberons planer. Oberons magi för Isolin till hennes sida och de förklarar varandra sin kärlek.
La vérité sur le mariage 

Oberon gör så att murarna till tornrummet kollapsar, och Isoline flyr med Isolin på en gulddrake. Men Titania tvingar ner de älskande till ett trist land där drottningen är så ful att alla speglar är bannlysta, floder och sjöar är torrlagda och alla kvinnor gråter.
Le pays sans miroirs 

Oberon uppenbarar sig som en helig man och föreslår at Isolin ska gifta sig med Isoline. Glad i hågen går Isolin iväg med den förklädde Oberon för att arrangera bröllopet. Titania är utklädd till en gammal tiggerska och får Isoline att tro att hon har blivit ful, något som gör henne förtvivlar. När Isolin återvänder tror Isoline att han vill gifta sig med henne av medlidande och hon avvisar honom.
La Chimère d'or et de neige

I förtvivlar drar den unge mannen sin dolk för att hugga sig, men Isoline ser sin sanna avbild i dolkens blad och får honom att inse at hon älskar honom.
Le joyeux pays 
Bröllopet avbryts när drottning Amalasonthes armé närmar sig för att förhindra bröllopet.
Au bord de l'étang 
Scenen är upplagd för strid: Isolin och hans 1000 soldater mot Amalasonthes armé; Oberon är förvissad om Isolins seger. Han finner därpå Titania sovande och tänker på sina känslor för henne, men deras duett lyckas inte överbrygga klyftan dem emellan.
La forêt de Brocéliande 
Några timmar senare i skogen Brocéliande får Titania féerna (i en körbalett) att bruka sin charm på Isolin. Men under striden segrar Isolin och drottning Amalasonthe ger upp - Isoline kan nu bli hans fru.
Le soir des noces 
Bröllopet avlöper men Titania har försäkrat sig om att eftersom Isoline kommer förvandlas till en man efter sin första kyss med Isolin, kommer brudgummen förvandlas till en flicka.
L'embarquement pour Cythère 
So 'Isolin' och 'Isoline' kan sätta segel mot Cythère. Oberon och Titania återförenas, och Titania övertalas att följa med på resan till Cythère.